# دث اسپانک
«بازی مرگ اسپانک (انگلیسی: DeathSpank) یک بازی ویدئویی در سبک ماجراجویی است که توسط الکترونیک آرتس و در سال ۱۲۰۸ و در پلت‌فرم‌های مایکروسافت ویندوز و مک‌اواس منتشر شده‌است.